# Diemelsee
Diemelsee är en kommun i Landkreis Waldeck-Frankenberg i Regierungsbezirk Kassel i förbundslandet Hessen i Tyskland.
Kommunen bildades 31 december 1971 genom en sammanslagning av de tidigare kommunerna  Adorf, Benkhausen, Deisfeld, Flechtdorf, Giebringhausen, Heringhausen, Ottlar, Rhenegge, Schweinsbühl, Stormbruch, Sudeck, Vasbeck och Wirmighausen.